# Trichastoma celebense
A Trichastoma celebense a madarak osztályának verébalakúak (Passeriformes) rendjébe és a Pellorneidae családjába tartozó faj.

## Rendszerezése
A fajt Hugh Edwin Strickland angol ornitológus írta le 1849-ben, eredeti írással Trichostoma celebense. Egyes szervezetek a Pellorneum nembe sorolják Pellorneum celebense néven.

## Alfajai
- Trichastoma celebense celebense Strickland, 1850
- Trichastoma celebense connectens (Mayr, 1938)
- Trichastoma celebense finschi Walden, 1876
- Trichastoma celebense rufofuscum (Stresemann, 1931)
- Trichastoma celebense sordidum (Stresemann, 1938)
- Trichastoma celebense togianense (Voous, 1952)[1]

## Előfordulása
Délkelet-Ázsiában, az Indonéziához tartozó Celebesz szigetén honos. A természetes élőhelye a szubtrópusi vagy trópusi síkvidéki esőerdők, mocsári erdők, cserjések és szavannák, valamint ültetvények és vidéki kertek. Állandó, nem vonuló faj.

## Megjelenése
Testhossza 15,5 centiméter.

## Életmódja
Feltehetően gerinctelenekkel táplálkozik.